# Кулатка (станция)
Кулатка — железнодорожная станция (разъезд) Приволжской железной дороги, расположенная в Хвалынском районе Саратовской области.

## Деятельность
На станции осуществляется продажа пассажирских билетов, приём и выдача повагонных отправок грузов и мелких отправок (имеются открытые площадки и подъездные пути).

## Дальнее следование по станции
По графику 2021 года через станцию курсируют следующие поезда дальнего следования:
| Круглогодичное обращение поездов | Круглогодичное обращение поездов | Круглогодичное обращение поездов | Круглогодичное обращение поездов |
| № поезда                         | Маршрут движения                 | № поезда                         | Маршрут движения                 |
| -------------------------------- | -------------------------------- | -------------------------------- | -------------------------------- |
| 107                              | Волгоград — Нижневартовск        | 108                              | Нижневартовск — Волгоград        |
| 128                              | Адлер — Красноярск               | 127                              | Красноярск — Адлер               |
| 130                              | Анапа — Красноярск               | 129                              | Красноярск — Анапа               |
| 344                              | Адлер — Челябинск                | 343                              | Челябинск — Адлер                |
| 354                              | Адлер — Пермь                    | 353                              | Пермь — Адлер                    |
| 374                              | Махачкала — Тюмень               | 373                              | Тюмень — Махачкала               |
| 446                              | Кисловодск — Екатеринбург        | 445                              | Екатеринбург — Кисловодск        |

| Сезонное обращение поездов | Сезонное обращение поездов     | Сезонное обращение поездов | Сезонное обращение поездов     |
| № поезда                   | Маршрут движения               | № поезда                   | Маршрут движения               |
| -------------------------- | ------------------------------ | -------------------------- | ------------------------------ |
| 206                        | Анапа — Иркутск                | 205                        | Иркутск — Анапа                |
| 230                        | Анапа — Северобайкальск        | 229                        | Северобайкальск — Анапа        |
| 236                        | Анапа — Тында                  | 235                        | Тында — Анапа                  |
| 452                        | Адлер — Ижевск                 | 451                        | Ижевск — Адлер                 |
| 492                        | Адлер — Казань                 | 491                        | Казань — Адлер                 |
| 494                        | Анапа — Ульяновск              | 493                        | Ульяновск — Анапа              |
| 516                        | Анапа — Ижевск                 | 515                        | Ижевск — Анапа                 |
| 538                        | Адлер — Уфа                    | 537                        | Уфа — Адлер                    |
| 590                        | Адлер — Тюмень — Новый Уренгой | 589                        | Новый Уренгой — Тюмень — Адлер |